# Ugo Bardi
Ugo Bardi (Firenze, 23 maggio 1952) è un chimico italiano.

## Biografia
Professore associato attualmente in pensione  precedentemente in servizio presso l'Università di Firenze come professore associato dal 1992 al 2022 e come ricercatore dal 1982 fino al 1992, è autore di vari contributi in diversi settori scientifici (chimica, modelli matematici di esaurimento delle risorse energetiche fossili). 
Divulgatore scientifico (anche sui problemi dei cambiamenti climatici), è assai attivo su tali temi come blogger e conferenziere; il suo blog, Effetto Risorse (denominato Effetto Cassandra fino al 2014), di cui esiste anche la versione in lingua inglese Resource Crisis, è uno dei più letti tra i blog scientifici in lingua italiana. Un altro suo blog è ospitato da Il Fatto Quotidiano.

### Contributi
Si interessa di esaurimento delle risorse, di dinamica dei sistemi, di scienza del clima e di energie rinnovabili.
Si è occupato del picco del petrolio, pubblicando alcuni volumi su questo argomento, anche a livello internazionale, ed è membro dell'associazione ASPO e fondatore della sua sezione italiana. I suoi blog trattano anche di questioni relative al clima, alla comunicazione della scienza, alle tecnologie energetiche ed alle "bufale" in questi ambiti. Nel 2013 è anche autore del 33º Rapporto ufficiale del Club di Roma, edito dapprima in tedesco. Nel 2022 è co-editor del volume Limits and Beyond, che riprende i temi de The Limits to Growth. Conferenziere e saggista molto attivo, il cui interventi sono spesso ripresi dalla stampa nazionale e internazionale, ha anche presentato relazioni su temi energetici e ambientali in istituzioni internazionali, quali il Parlamento Europeo, ed altre.
Tra i modelli matematici studiati sull'esaurimento delle risorse, oltre al modello di Hubbert, probabilmente il più citato in letteratura è il cosiddetto "effetto Seneca", nei casi in cui la fase di declino di una risorsa avvenga più rapidamente della sua crescita.
I suoi contributi si caratterizzano spesso per la ricchezza di informazioni storiche e storiografiche a supporto dell'inquadramento del contesto dei temi trattati: un tema ricorrente, ad esempio, sono le motivazioni, tanto di ordine storico che di risorse materiali, nel concorso alla caduta dell'impero romano.
L'approccio di Bardi allo studio dei collassi, tuttavia, tende a porre in evidenza il fenomeno della ciclicità, rispetto al noto contributo di Jared Diamond del suo libro "Collapse" del 2005.

## Opere

### Saggi
- Ugo Bardi, La fine del petrolio, Ed, Riuniti 2003, 2003,  p. 244, ISBN 978-88-359-5425-5.
- Ugo Bardi, Giovanni Pancani, Storia petrolifera del bel paese, Ed. Le Balze, 2006, ISBN 88-7539-126-2.
- Ugo Bardi, Il libro della Chimera: storia, rappresentazione e significato del mito, Ed. Polistampa, 2008,  p. 138, ISBN 978-88-596-0365-8.
- (EN) Ugo Bardi, The Limits to Growth Revisited, Springer, 2011, ISBN 1-4419-9416-5.
- Ugo Bardi, La Terra svuotata. Il futuro dell'uomo dopo l'esaurimento dei minerali, Editori Riuniti, 2011,  p. 295, ISBN 978-88-6473-067-7.
- (EN) Ugo Bardi, Extracted: How the Quest for Mineral Wealth Is Plundering the Planet, Chelsea Green Publishing, 2014,  p. 368, ISBN 1-60358-541-9.
- (EN) Ugo Bardi, The Seneca Effect: Why Growth is Slow but Collapse is Rapid, Springer International Publishing, 2017, ISBN 978-3-319-57206-2.
- Ugo Bardi, Viaggiare elettrico. Uno sguardo sulla mobilità del futuro, Lu.Ce., 2017, ISBN IISBN 978-8897556244.
- Ugo Bardi, La linea d'ombra della memoria. Storia di un eroe dimenticato, Chance Edizioni, 2018,  p. 190, ISBN 978-88-943528-4-9.
- Ugo Bardi, Ilaria Perissi, Il mare svuotato, Editori Riuniti Univ. Press, 2019, ISBN 978-88-359-8138-1.
- (EN) Ugo Bardi, Before the Collapse: A Guide to the Other Side of Growth, Springer Nature, 2019,  p. 260, ISBN 978-3-030-29037-5.
- (EN) Ugo Bardi e Carlos Alvarez Pereira (a cura di), Limits and Beyond: 50 Years on from The Limits to Growth, what Did We Learn and What's Next?, Exapt Press, 2022, ISBN 9781914549038.

### Romanzi
- (EN) Ugo Bardi, The Etruscan Quest: A Tale of Love and Mysteries in Ancient Tuscany, LuCe edizioni, 2023, ISBN 8897556477.